# Ковгореня, Арсений Витальевич
Арсений Витальевич Ковгареня (бел. Арсень Вітальевіч Каўгарэня; род. 13 мая 2005, Минск) — белорусский хоккеист, нападающий минского «Динамо», выступающий в фарм-клубе «Юность-Минск». Брат белорусского хоккеиста Тимофея Ковгарени.

## Карьера
Профессиональную карьеру начал в 2020 году, выступая за юношескую сборную Белоруссии в высшей лиге чемпионата страны. Сезон 2021/22 провел в составе юниорской сборной все в той же лиге. В том сезоне за 57 матчей заработал 46 очков (20+26). Сезоны 2022/23 и 2023/24 провел в составе хоккейного клуба «Юность-Минск», который выступает в белорусской экстралиге. Параллельно иногда командировался в фарм-клуб «Юниор», который выступает в высшей лиге, для участия в Кубке Цыплакова и серии плей-офф. За время игры в экстралиге не раз признавался лучшим молодым игроком месяца, а в сезоне 2023/24 был признан лучшим молодым игроком сезона. В 2024 году стал обладателем Кубка Салея в составе клуба «Юность-Минск». Выступал за сборную Белоруссии на различных турнирах.
В июле 2024 года подписал двусторонний контракт с минским «Динамо». 11 сентября в матче против хоккейного клуба «Витязь» впервые вышел на лед в КХЛ. В дебютной игре провел на люду 2:07 минуты. 4 октября 2024 года стало известно, что Ковгареня был командирован в «Юность-Минск». За время, проведенное в составе «зубров» провел пять матчей в КХЛ, однако результативных очков набрать не смог.
Большую часть сезона-2024/25 провел в «Юности», с которой стал чемпионом Беларуси в Экстралиге. В КХЛ отыграл 5 матчей, в которых не отметился результативными баллами. В июне 2025 года минское «Динамо» обменяло форварда в «Адмирал» их Владивостока на символическую денежную компенсацию. Ковгореня подписал двусторонний контракт, рассчитанный на один сезон. В конце июля перешел из «Адмирала» в магнитогорский «Металлург» в результате обмена на Игоря Гераськина.